# Bauhinia maximilianii
Bauhinia maximilianii är en ärtväxtart som beskrevs av George Bentham. Bauhinia maximilianii ingår i släktet Bauhinia och familjen ärtväxter. Inga underarter finns listade i Catalogue of Life.